# 陕西广播电视台生活频道
陕西广播电视台生活频道，是中华人民共和国陕西广播电视台旗下的一条电视频道。原名经济资讯频道、家庭生活频道、经济频道。该频道于1993年开播。